# Сегерија (Болцано)
Сегерија (итал. Segheria) је насеље у Италији у округу Болцано, региону Трентино-Јужни Тирол.
Према процени из 2011. у насељу је живело 51 становника. Насеље се налази на надморској висини од 1208 м.